# Wizy i honor
Wizy i honor (ang. Visas and Virtue) – amerykański film krótkometrażowy  z 1997 roku w reżyserii Chrisa Tashimy.

## Nagrody
| Nazwa nagrody | Wygrane                                                                       | Nominacje    |
| ------------- | ----------------------------------------------------------------------------- | ------------ |
| Oscar         | 1998 Najlepszy krótkometrażowy film aktorski Chris Donahue oraz Chris Tashima | 1998 wygrana |